# Sommelius hus

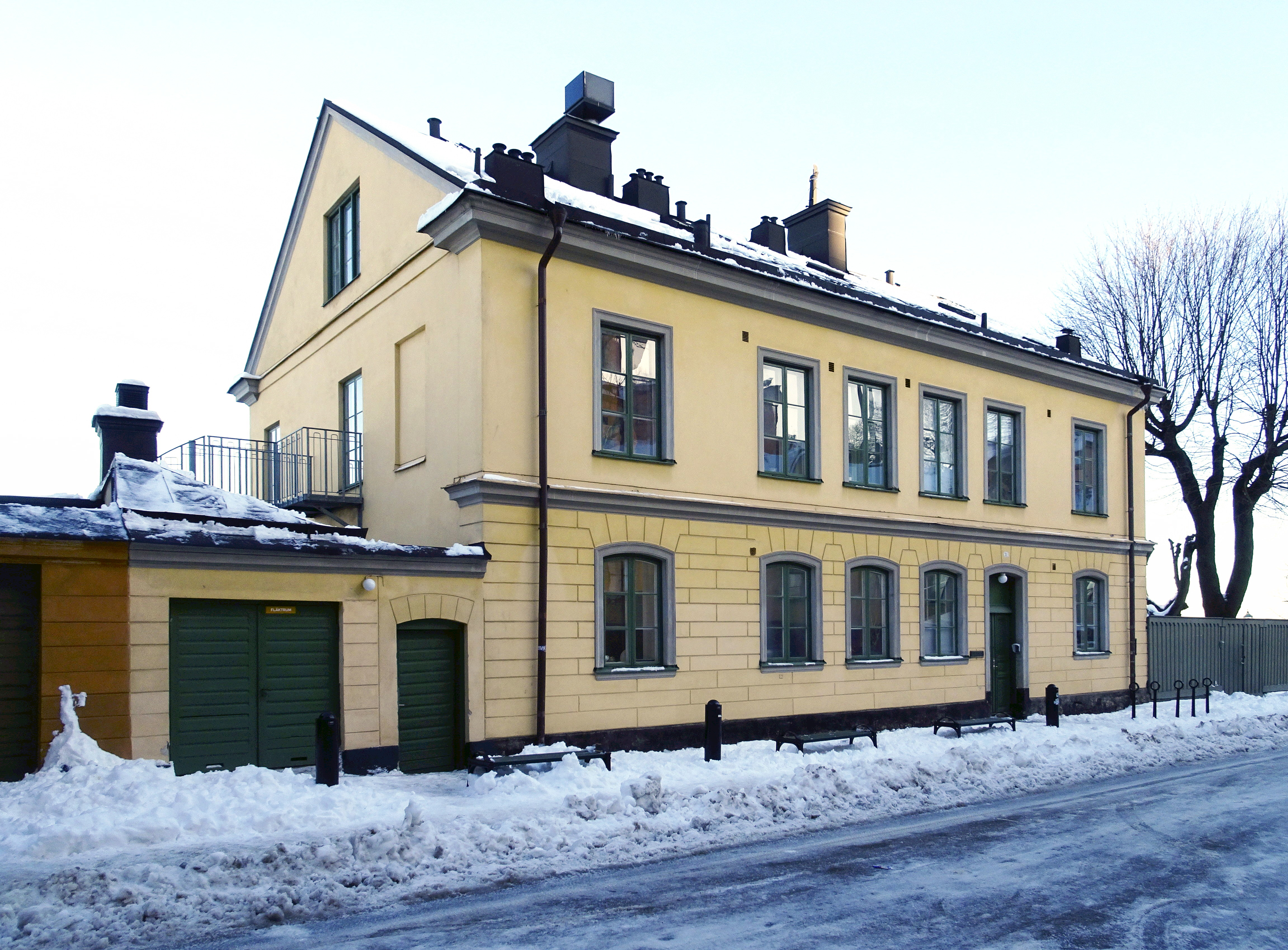
Sommelius hus, Fjällgatan 31, 2019.

Sommelius hus är en byggnad vid Fjällgatan 31 på nordöstra Södermalm i Stockholm. Huset ligger i fastigheten Stenbodarne 2 och är granne till Schinkels malmgård. Fastigheten ägs och förvaltas av AB Stadsholmen. Till Sommelius hus flyttade år 1900 Katarina småbarnsskola. Verksamheten finns fortfarande kvar under namnet Sofia småbarnsskola. Huset är grönmärkt av Stadsmuseet i Stockholm, vilket innebär "att bebyggelsen bedöms vara särskilt värdefull från historisk, kulturhistorisk, miljömässig eller konstnärlig synpunkt".

## Husets historik

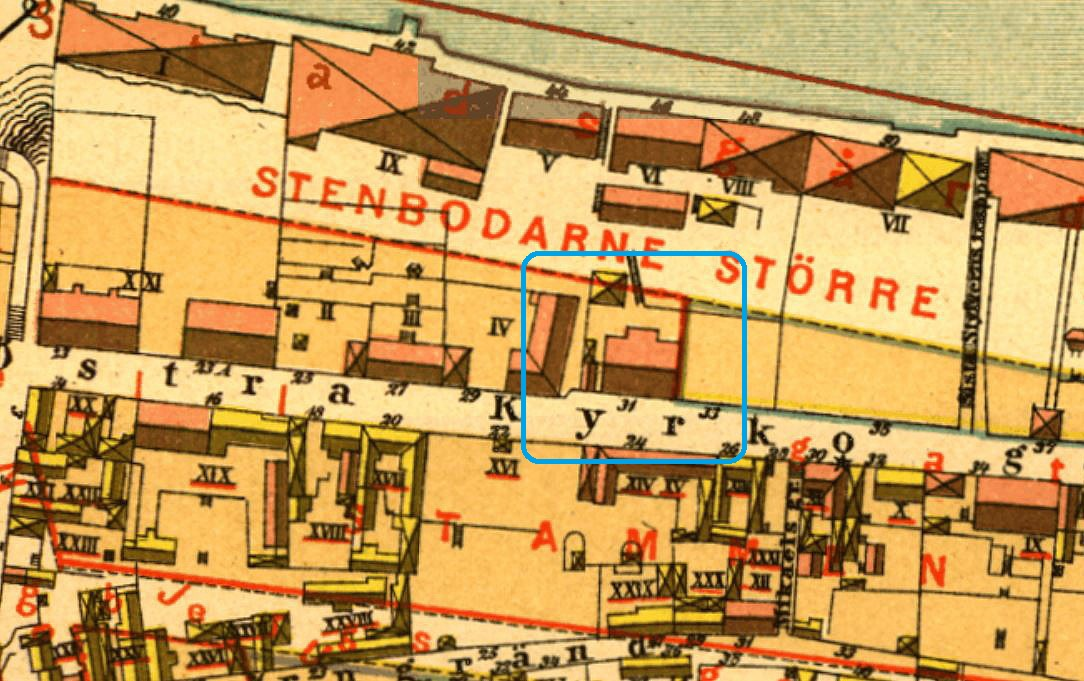
Dagens Fjällgatan med Sommelius hus (i blå ram). Sommelius oljeslageri låg direkt nedanför och kunde nås via en trappa.

Sommelius hus har sitt namn efter industrimannen Gustaf Nils Petter Sommelius (1801–1862). Han kom från Skåne till Stockholm och var till en början anställd i firman Bibau & Wong, där grosshandlaren Frans Schartau var Wongs svärson tillika delägare och senare även helägare. Sommelius blev så småningom god vän med Schartau. År 1841 lät Sommelius anlägga Stockholms första oljeslageri, Sommelii Oljeslageri AB, som låg vid Stadsgården ungefär på platsen för nuvarande Fotografiska. 
Sommelius verksamhet gick bra och han blev snart en förmögen man med fyra egna fastigheter i Gamla stan. Han gjorde sig även förmögen genom att idka pantlånerörelse, och i samband med olika konkurser blev han känd för sitt hårdhänta sätt att indriva skulder. Sommelius kom sedermera i sitt testamente tacka Schartau för "sin uppkomst och framgång i världen" och förordnade Schartau till förmyndare för sitt enda barn, dottern Sofia Matilda Gustafva.
Det efter honom uppkallade huset vid Fjällgatan 31 stod färdigt 1865, alltså tre år efter hans död. Då hade hans rörelse tagits över av Sommelius dotter, Sofia Matilda Gustafva och svärsonen, grosshandlaren Edvard Brinck, vilken tidigare varit Schartaus bokhållare. Byggnaden har två våningar och källare och uppfördes med tidstypiska fasader i puts och en tillbyggd glasveranda mot norr med en vidsträckt utsikt över Stockholms inlopp. På vinden fanns inredda gavelrum med tillhörande tamburer. Här bodde bland annat Anna Lindhagen under slutet av 1920-talet och början av 1930-talet.

## Katarina småbarnsskola

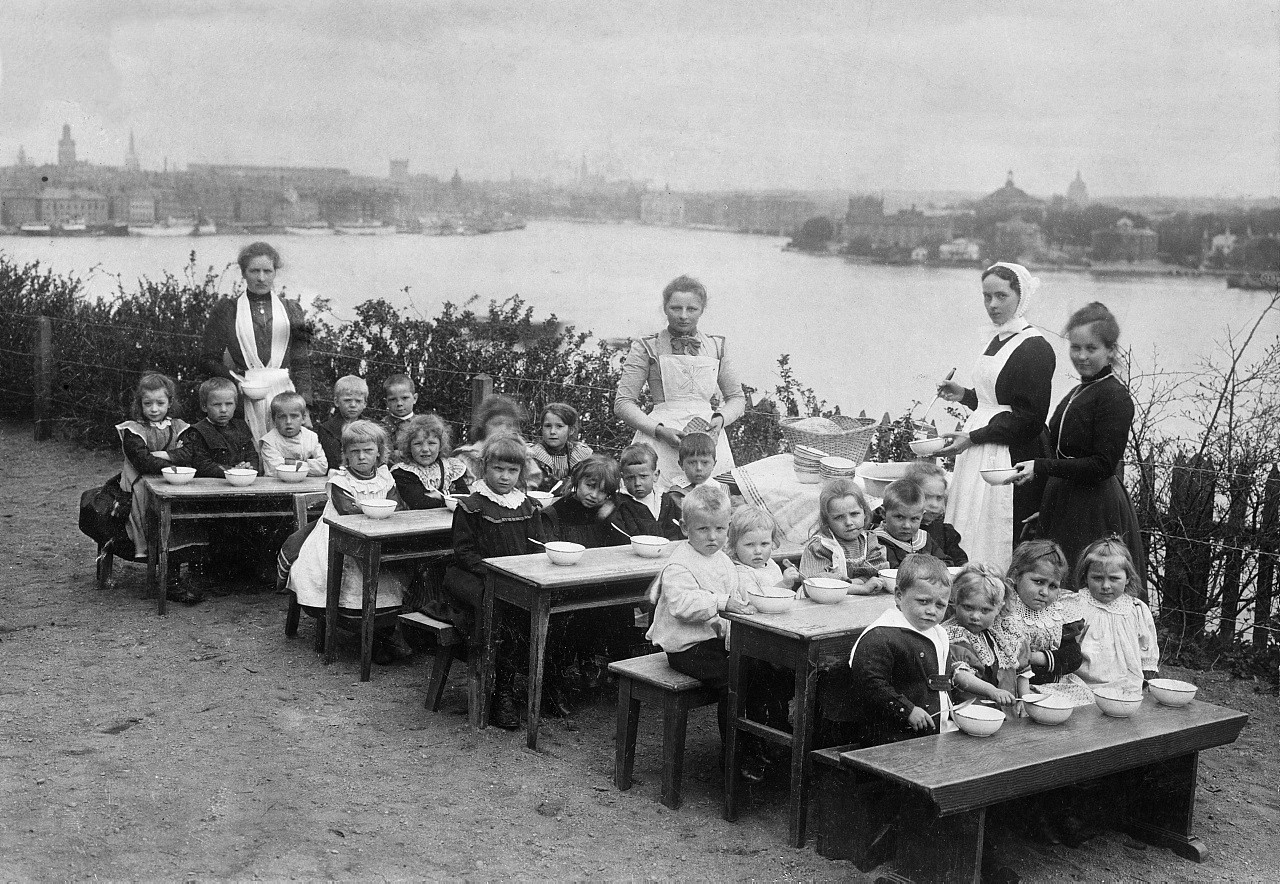
Katarina småbarnsskola på terrassen Fjällgatan 31, år 1900. Längst till höger står föreståndarinnan Anna Weman.

Fastigheten förvärvades 1883 av Stockholms stad. Därefter byggdes huset om till  småbarnsskola och år 1900 flyttade Katarina småbarnsskola in. Katarina småbarnsskola öppnade 1836 i Katarina församling och var då en av de första av detta slag i Europa. Barnen som gick i småbarnsskolan var mellan fyra och sex år gamla och kom från fattiga hem med yrkesverksamma föräldrar, särskilt från hem där modern måste yrkesarbeta. Småbarnsskolan låg först på Kocksgatan 14 och flyttade sedan runt på några olika adresser på Södermalm innan den år 1900 kom till Fjällgatan 31 där den fortfarande ligger.
Barnen på småbarnsskolorna fick skolundervisning i bland annat kristendom, läsning, skrivning och räkning samt hade åskådnings-, tanke och talövningar. När lärarinnan fann det lämpligt fick barnen ”till omväxling och uppmuntran” även sysselsättas med sång, gymnastik och ordnade lekar. Skolan var öppen från sju på morgonen till sju på kvällen. Avgiften var tio öre om dagen (ungefär 5 kronor i dagens värde). För det fick barnen tre mål mat: Frukost bestående av franskbröd och mjölk, middag och så kvällsmaten där det serverades gröt och mjölk. De fick också ett bad var 14:e dag.
På ett samtida fotografi syns en barngrupp på småbarnsskolans terrass högt över Stockholms inlopp. Barnen får soppa. Längst till höger står föreståndarinnan Anna Weman som 1894 reste till Tyskland för att se närmare på den tyska motsvarigheten, Kindergarten. Hennes kunskaper kom att bli betydelsefulla för verksamhetens utveckling i Sverige.
Katarina småbarnsskola vid Fjällgatan 31 betraktades som ”ett av de mest moderna och förebildliga daghemmen i Norden”. En österrikisk professor och barnpsykolog, Hildegard Hetzer, kallade den ”det vackraste jag överhuvudtaget sett som småbarnsskola”. Idag är det Sofia småbarnsskola som har sin verksamhet i huset dock inte som småbarnsskola utan som vanlig förskola.